# Judith Adong
Judith Adong es una dramaturga y cineasta ugandesa. Se graduó en artes en la Universidad de Makerere, donde fue profesora en el Departamento de Artes Escénicas y Cine. En julio del 2011, fue la única escritora africana de entre diez escritores internacionales que participó en la residencia para dramaturgos del Royal Court Theatre, donde desarrolló su obra Just Me, You and the Silence, que se presentó en el New Black Fest en octubre del 2011. Hizo una lectura pública de su obra en el Old Vic Theatre de Londres en el 2012. También es antigua alumna del programas de teatro del Instituto Sundance fundado por Robert Redford en Nueva York y del Maisha Film Lab de Mira Nair (2008). En el 2007, fue la única guionista ugandesa empleada en la primera serie dramática de televisión original de M-Net de Kenia, The Agency. También ha escrito algunas  series radiofónicas: Rock Point 256 (2005), River Yei Junction (2007) y Take My Hand (2011).

## Obra
Los escritos de Adong son textos dramáticos para el teatro, el cine, la televisión y la radio. También ha publicado varios libros para niños editados por Macmillan y Fountain Publishers.
En abril de 2011, fue invitada por el Programa de Teatro del Instituto Sundance en colaboración con 651 Arts, una organización artística que apoya las historias africanas, a realizar una segunda visita a la ciudad de Nueva York, donde asistió a una serie de talleres y producciones en Broadway y Off-Broadway. Un extracto de su obra Silent Voices, con entrevistas a las víctimas del conflicto del norte de Uganda, se leyó en la Radio Pública Nacional de WYNC en una noche llamada "Conozca al artista", en la que la audiencia interactuó con Adong sobre su obra. Adong recibió una beca Fulbright para hacer cine en el marco del Master de Bellas Artes de la Universidad del Temple en Filadelfia, donde reside actualmente. También ha escrito extensamente sobre cultura social, política y pop para televisión y radio en Uganda, Kenia y Sudán del Sur, tanto en inglés como en su idioma local,  el luo (dialecto acholi).
En 2018, fue la autora y directora de la obra Ga-AD!,  puesta en escena del 26 al 30 de septiembre en la Universidad Estatal de Illinois.

### Obras de teatro
- Just Me, You and the Silence

- Silent Voices
- Rock Point 256 (2005)
- River Yei Junction (2007)
- Take My Hand (2011)
- GA-AD[11]